# Čarodějný kruh

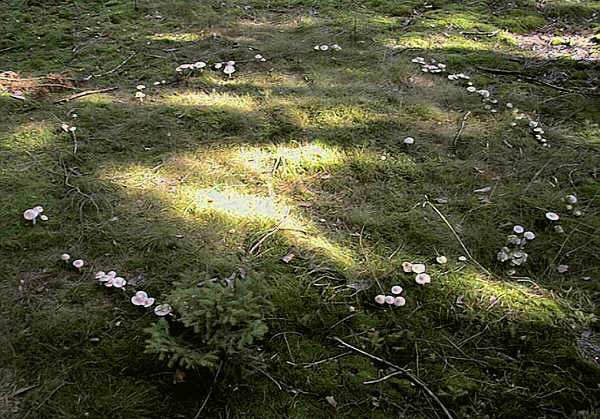
Podhoubí

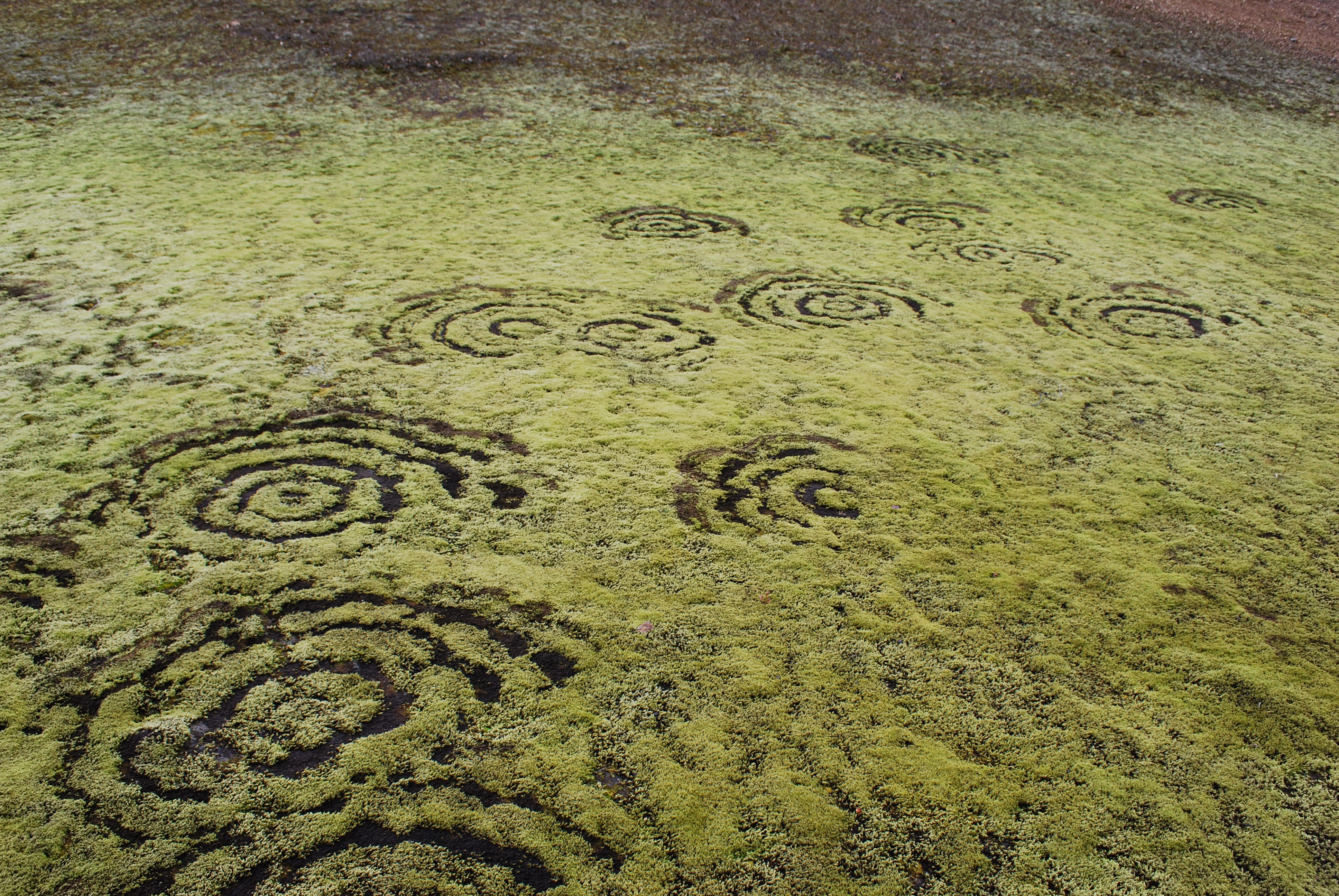
Čarodějné kruhy v mechu, Island

Čarodějné kruhy (též mezikruží) se projevují jako kruhy plodnic rostoucích v kruhu na louce, v parku či v lese. Jedná se o přirozený růst některých druhů hub v kruhu. Někdy se projevují jako mezikruží tmavě zelené trávy, či nekrotické zóny. Některé čarodějné kruhy jsou staré stovky let.

## Vznik
Vznikají tak, že podhoubí (mycelium) se rozrůstá přibližně rovnoměrně od středu do stran a plodnice vyrůstají jen na okrajích podhoubí.

## Známé kruhy
Nejstarší známý kruh má průměr 1 km a je přibližně 700 let starý. Spojené kruhy plodnic špičky obecné (Marasmius oreades) na kopcích u Stonehenge mají 100 metrů v průměru a jsou 300 let staré.